# Софі Додмон
Софі Додмон  (фр. Sophie Dodemont, 30 серпня 1973) — французька лучниця, олімпійська медалістка.

## Виступи на Олімпіадах
| Олімпіада  | Дисципліна | Місце |
| ---------- | ---------- | ----- |
| Пекін 2008 | особисті   | 37T   |
| Пекін 2008 | командні   | 3     |